# Infinity at Brickell
Infinity at Brickell es un rascacielos en Miami, Florida, Estados Unidos. Está ubicado en el distrito financiero de Brickell del centro. Cuando alcanzó su punto máximo, era el sexto edificio más alto de Miami y Florida. Aunque no está en el mismo complejo, se construyó al otro lado de la calle del sitio de Infinity II, de ahí su nombre. 
La ubicación está en el suroeste de Brickell, en South Miami Avenue, cerca de 13th Street. El edificio se inauguró en 2008. Son 192 m de altura, y tiene 56 pisos. Es 30 m más corto de lo que se suponía que era Infinity II. Los pisos inferiores del edificio están dedicados a oficinas y tiendas, mientras que los pisos superiores se utilizan para unidades residenciales. Los arquitectos son Adache Group Architects y Borges & Associates.

## Galería

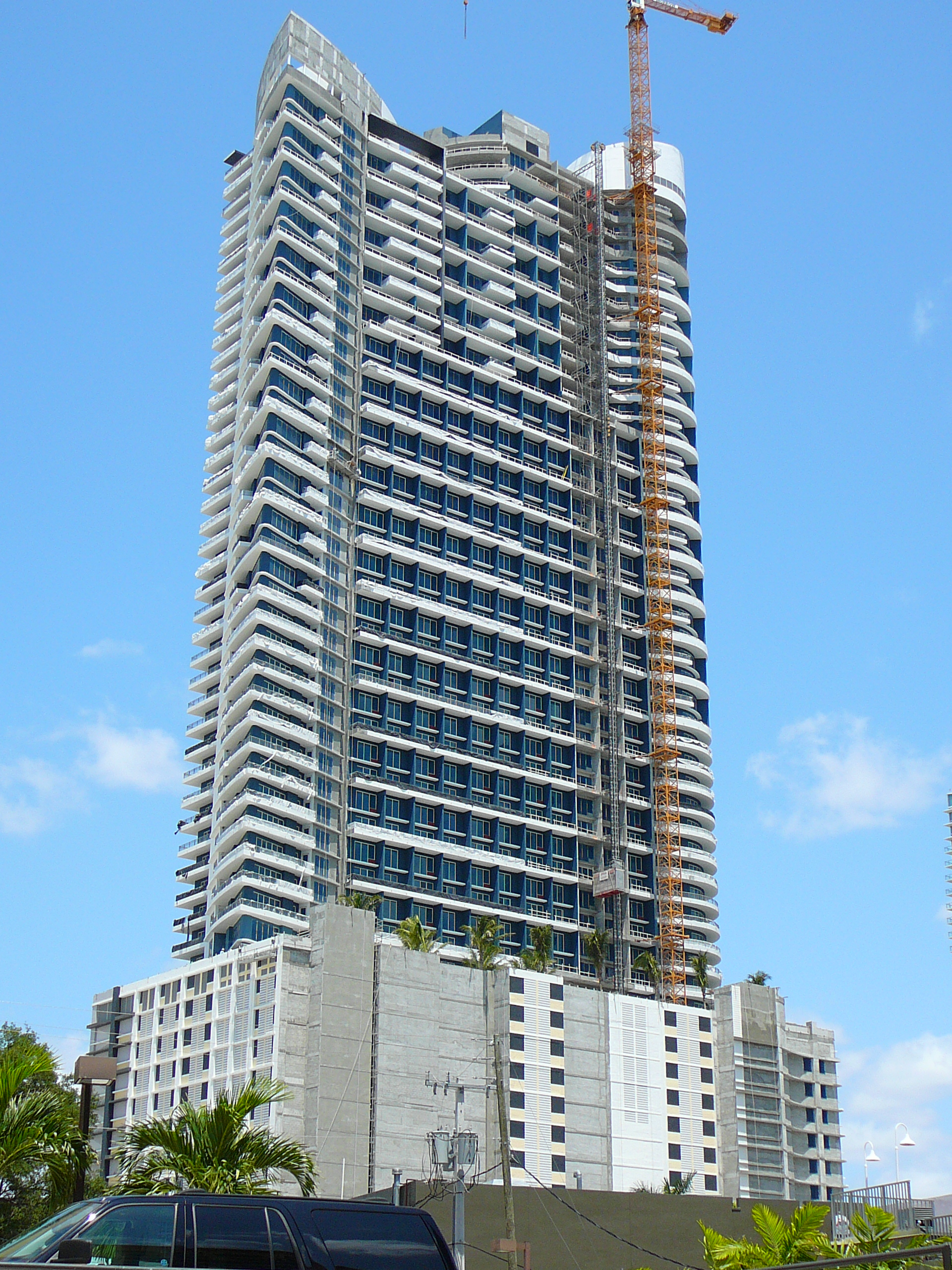
En mayo de 2008
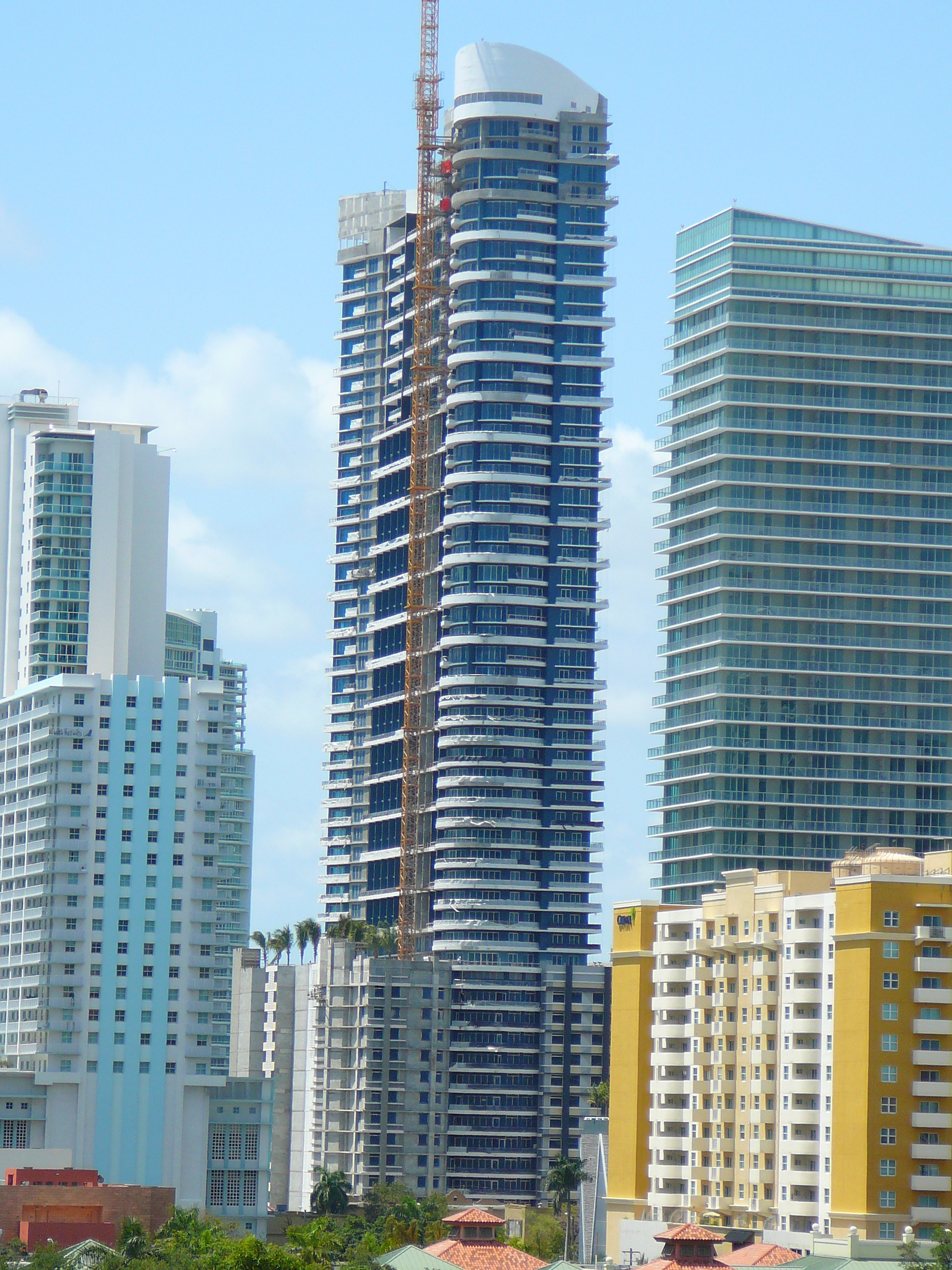
Vista desde el norte, mayo de 2008
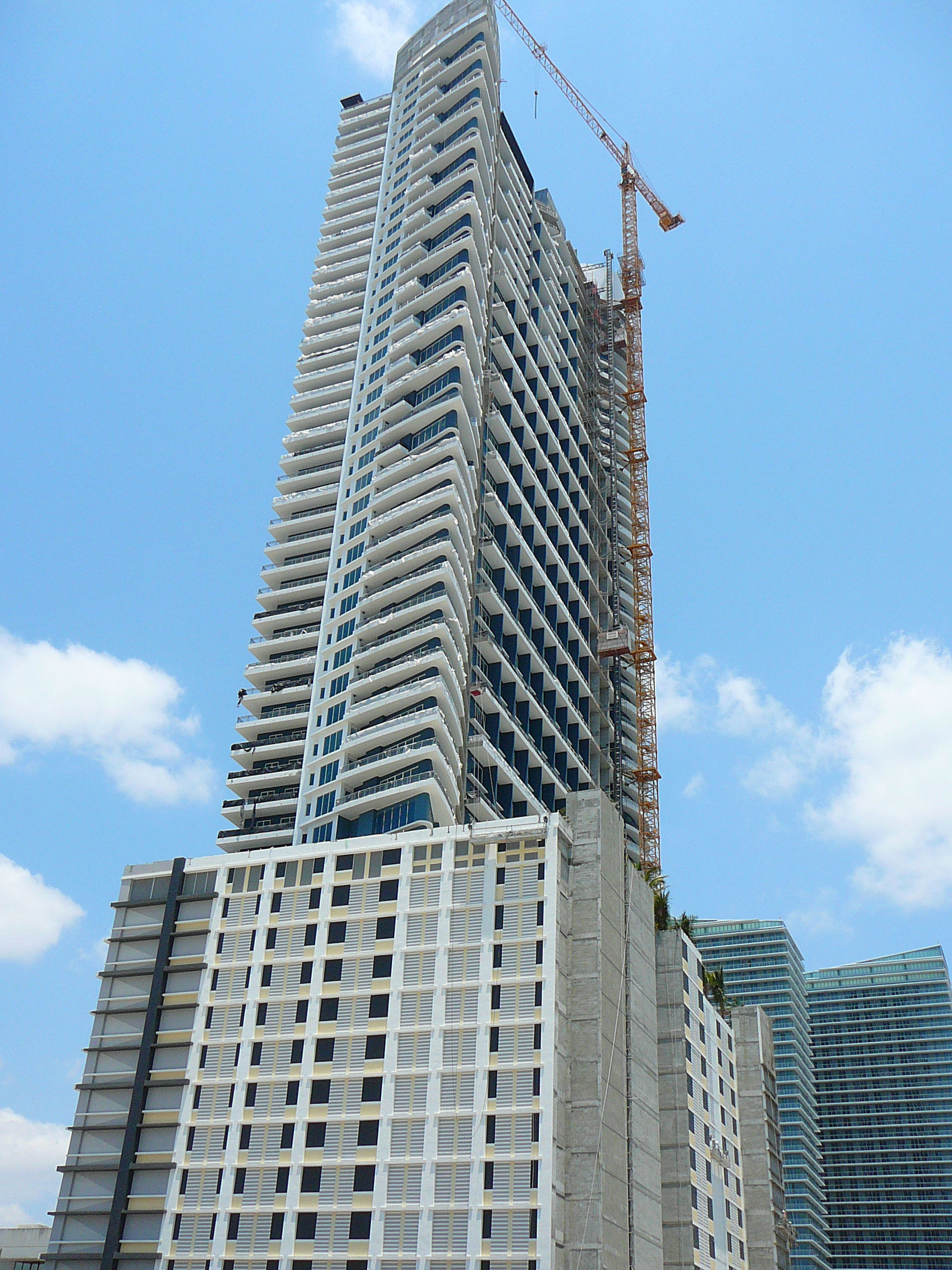
Vista desde el sur, mayo de 2008
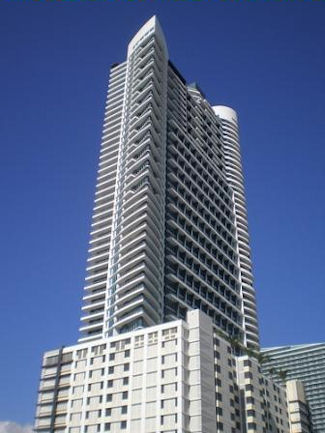
Vista desde la calle mirando hacia arriba